# Neuenschmiede
Neuenschmiede ist ein Ortsteil von Gummersbach im Oberbergischen Kreis im Regierungsbezirk Köln in Nordrhein-Westfalen (Deutschland).

## Geographie
Der Einzelhof liegt an der östlichen Stadtgrenze gut 14 Kilometer nordöstlich des Zentrums. Er befindet sich rund 450 m östlich des Homert-Gipfels an der Bundesautobahn 45 („Sauerlandlinie“), nahe dem Autobahnrastplatz „Neuenschmiede“. Benachbarte Ortsteile sind nordwestlich Bracht, Neuenhaus im Norden, südwestlich Straße und in südsüdwestlicher Richtung Piene.

## Geschichte
Die Siedlungsgründung fand wohl zu Anfang des 18. Jahrhunderts mit der Errichtung eines Gehöfts statt. 1923 wurde das Anwesen einschließlich knapp fünf Hektar bewirtschafteten Landes für 30 Millionen Mark veräußert. Drei Jahre später wurde das Wohnhaus durch einen Brand völlig zerstört und am gleichen Ort wieder aufgebaut. Als die Amerikaner am 11. April 1945 einmarschierten, verwüstete erneut ein durch Beschuss verursachtes Feuer das Haus; ein weiterer Wiederaufbau folgte.

## Verkehr

### Busverbindungen
- R52   Olpe ZOB (VWS)
- R52   Meinerzhagen Bf/ZOB (VWS)
- 570   Windebruch (MVG)